# AtheOS
AtheOSはx86ベースのPCで動作する自由ソフトウェア のオペレーティングシステム (OS) である。当初、AmigaOSのクローンを目指し作成されていたが、後に、方針を転換している。開発は中断されており、幾つかのプロジェクトへとフォークした。現在ではAtheOSのソースから派生しているSyllableがその直系の後継であるといえる。
公開時には既に実用となる完成度であり、公式サイトがAtheOSにより運用されていた。
SMPへの対応や、マイクロカーネルを意識したスレッドの多用など、ソースこそ洗練されているといえない部分を含むものの、先進的な設計であった。
名前の"AtheOS"はギリシャ神話の女神アテナから取られているが、スペルは無神論者を意味する語と同じになっている。発音としてはアテオスと読む。
日本語はフォントを持っていれば表示は可能であるが、IMEの実装等は行われておらず、日本での情報や利用者は少ない。
APIとしてはBeOSの影響も見られる。

## 歴史
AtheOSは1994年から2000年初頭に掛けてノルウェーのコンピュータプログラマ、Kurt Skauenによって作成され、2000年の3月、usenetで世界へ公開された。ライセンスは自由ソフトウェアであるが、SkauenはOSの完成度の向上のために、他の開発者の貢献を受け入れる事に躊躇いがちで、開発は停滞し、幾つかのプロジェクトへとフォークすることとなる。
2002年3月にcosmoeとして、カーネルはLinux、ウィンドウシステムはXFree86を使い、AtheOSのAPIを実装するプロジェクトが立ち上がった。
2002年7月には開発の停滞に業を煮やし、AtheOSのソースツリーを元に別プロジェクトとして開発を続行するSyllableが発足している。
2007年時点で公式サイトは停止し、Syllableのサイトにミラーが残っているのみであるが、Syllableのサイトでは特に言及はない。
AtheOSとしての開発は中断されたままであるため、事実上停止したといえる。
Skauenは、AtheOSで動作するブラウザABrowseweb browserを作成するためにKHTMLの移植も行っている。

## 特徴
- OS独自のネイティブな64ビットジャーナリングファイルシステム、AtheOS File System(通常、AFSと呼ばれる)の実装。
- SMPのサポート。
- オリジナルのレガシーフリーなオブジェクト指向のGUIアーキテクチャ。
- POSIX規格の大部分のサポート。
- マルチスレッド化されたプリエンプティブ・マルチタスク。
- オブジェクト指向の言語C++で書かれているAPI。